# Walter Zeman
Pour les articles homonymes, voir Zeman.
Walter Zeman est un footballeur autrichien né le 1er mai 1927 et mort le 8 août 1991. Il évoluait au poste de gardien de but.

## Biographie
Il joue dans un seul club durant sa carrière : le Rapid Vienne.
International, il reçoit 41 sélections en équipe d'Autriche de 1945 à 1960. Il fait partie de l'équipe autrichienne lors de la Coupe du monde 1954.

## Carrière
- 1942-1945 :  FC Vienne
- 1945-1961 :  Rapid Vienne[2],[3]
- 1961-1962 :  Salzburger AK 1914

## Palmarès

### En club
- Championnat d'Autriche (8) :
- Vainqueur : 1946, 1948, 1951, 1952, 1954, 1956, 1957, 1960.
- Coupe d'Autriche (2) :
- Vainqueur : 1946, 1961.

### En sélection
- Troisième de la Coupe du monde en 1954